# Continental Team Differdange/Saison 2007
Dieser Artikel listet die Mannschaft und Erfolge des Continental Team Differdange in der Saison 2007 auf.

## Erfolge

### Erfolge in der UCI Africa Tour
Bei den Rennen der UCI Africa Tour im Jahr 2007 gelangen dem Team nachstehende Erfolge.
| Datum      | Rennen                              | Sieger       |
| 18. Januar | 2. Etappe La Tropicale Amissa Bongo | Stefan Heiny |
| 21. Januar | 5. Etappe La Tropicale Amissa Bongo | Stefan Heiny |

### Erfolge in der UCI Asia Tour
Bei den Rennen der UCI Asia Tour im Jahr 2007 gelangen dem Team nachstehende Erfolge.
| Datum        | Rennen                   | Sieger          |
| 20. März     | 3. Etappe Tour de Taiwan | Christian Knørr |
| 2. September | 2. Etappe Tour of Korea  | Hannes Blank    |

### Erfolge in der UCI Europe Tour
Bei den Rennen der UCI Europe Tour im Jahr 2007 gelangen dem Team nachstehende Erfolge.
| Datum     | Rennen                                          | Sieger         |
| 19. April | 1. Etappe Rhône-Alpes Isère Tour                | Hakan Nilsson  |
| 29. Juni  | Luxemburgische Meisterschaft – Einzelzeitfahren | Christian Poos |

## Team

### Kader
| Name              | Geburtstag         | Nationalität |
| ----------------- | ------------------ | ------------ |
| Hannes Blank      | 30. April 1983     | Deutschland  |
| Vincenzo Centrone | 23. Januar 1976    | Luxemburg    |
| Nick Clesen       | 19. Januar 1986    | Luxemburg    |
| Angelo Cocco      | 24. März 1980      | Italien      |
| Frank Dressler    | 30. September 1976 | Deutschland  |
| Eddy Forner       | 2. Februar 1975    | Italien      |
| Stefan Heiny      | 9. Juli 1982       | Deutschland  |
| Joé Kirch         | 23. August 1984    | Luxemburg    |
| Carlo Kirsch      | 6. Juni 1986       | Luxemburg    |
| Christian Knørr   | 5. August 1985     | Dänemark     |
| Morten Knudsen    | 21. September 1981 | Dänemark     |
| Christophe Masson | 6. September 1985  | Frankreich   |
| Håkan Nilsson     | 29. August 1980    | Schweden     |
| Sören Nissen      | 14. Dezember 1984  | Dänemark     |
| Christian Poos    | 5. November 1977   | Luxemburg    |
| Thorsten Struch   |                    | Deutschland  |
| Tom Wecker        | 15. Juni 1987      | Luxemburg    |
| Sebastian Einsle  | 11. Januar 1987    | Luxemburg    |
| Robert Schmitt    | 23. Dezember 1986  | Luxemburg    |

### Zugänge – Abgänge
| Zugänge          | Team 2006            | Abgänge                     | Team 2007      |
| ---------------- | -------------------- | --------------------------- | -------------- |
| Hannes Blank     | Lamonta              | Salvatore Fernandez Soriano | Lc Kayl        |
| Angelo Cocco     | Hemus 1896-Berneschi | Constantino Fernández       | Lg Belvaux     |
| Stefan Heiny     | Lamonta              | Sandro Jelmini              | Unbekannt      |
| Joé Kirch        | Neoprofi             | Fredrik Johansson           | Designa Kokken |
| Carlo Kirsch     | Neoprofi             | Manuel Reuter               | Coogee Saar    |
| Christian Knørr  | Designa Kokken       | Michael Tronborg            | Designa Kokken |
| Christope Masson | Neoprofi             | Nico Schinker               | Lg Belvaux     |
| Christian Poos   | Ex-Profi             |                             |                |
| Tom Wecker       | Neoprofi             |                             |                |